# Monaster Kazańskiej Ikony Matki Bożej i św. Ambrożego z Optiny w Szamordinie
Monaster Kazańskiej Ikony Matki Bożej i św. Ambrożego z Optiny – żeński stauropigialny monaster we wsi Szamordino między Kozielskiem a Kaługą, na terytorium eparchii kałuskiej i borowskiej.

## Historia
Inicjatorką powstania żeńskiego klasztoru była mniszka Ambrożyna (Kluczariewa), uczennica duchowna starca Ambrożego z Optiny, która postanowiła założyć w Szamordinie zakład dobroczynny prowadzony przez wdowy i panny pragnące połączyć służbę Bogu z pomocą najuboższym. Ambrożyna zmarła w 1881, na trzy lata przed formalnym uznaniem wspólnoty za monaster-pustelnię. Pierwszą przełożoną monasteru została inna uczennica późniejszego świętego schimnicha Ambrożego – schimniszka Zofia (Bołotowa). Do swojej śmierci Ambroży pozostawał spowiednikiem i opiekunem duchowym sióstr; następnie funkcję tę przejął kolejny ze starców Pustelni Optyńskiej mnich Anatol. Na początku XX wieku wspólnotę szamordińską tworzyło już ok. 800 zakonnic, które zajmowały obszerny kompleks budynków przeznaczonych do modlitwy i pracy, ufundowany przez moskiewskiego kupca S. Pierłowa. Na przełomie XIX i XX stulecia był to jeden z najważniejszych rosyjskich klasztorów żeńskich, obok wspólnot w Diwiejewie i Leuszynie.
W 1922 z polecenia rządu radzieckiego klasztor został zamknięty, zaś mniszki zmuszono do zamieszkania osobno w Kozielsku lub innych miastach. Wiele z nich za czynne głoszenie wiary zostało następnie wywiezionych do łagrów. Monaster został reaktywowany w 1990, sześć lat później patriarcha Aleksy II ponownie poświęcił cerkiew św. Ambrożego, zaś w 2005 – główny sobór klasztorny pod wezwaniem Kazańskiej Ikony Matki Bożej.